# رينو إف تي-17
رينو إف تي-17 (بالفرنسية:  Renault FT-17)‏ دبابة خفيفة فرنسية الصنع،
صممتها شركة رينو الفرنسية في عام 1917 ودخلت الإنتاج في نفس العام واستمر إنتاجها حتى الحرب العالمية الثانية، كان تصميم دبابة الإف تي-17 أحد أكثر النماذج ثورية وتأثيراً للدبابات في التاريخ، إذ كانت أول دبابة تسلح ببرج دائري بشكل كامل وبقي تصميمها في جعل البرج في الأعلى والمحرك في الخلف والسائق في المقدمة شكلا نمطيا للدبابات حتى وقتنا هذا، استخدمت الإف تي-17 في العديد من الصراعات خلال فترة ما بين الحربين العالميتين إذ استخدمت الإف تي-17 في الحرب العالمية الأولى والحرب الأهلية الإسبانية وحرب الاستقلال التركية والحرب البولندية السوفيتية إضافة إلى الحرب العالمية الثانية، صدرت الإف-17 للعديد من الدول من بينها مملكة يوغسلافيا وإسبانيا والبرازيل وبولندا ورومانيا والسويد وفنلندا.